# Erste Allgemeine Verunsicherung
Gli Erste Allgemeine Verunsicherung (EAV) sono un gruppo musicale austriaco formatosi nel 1977. Proponendo un pop talora caratterizzato da testi demenziali, hanno avuto successo negli anni Ottanta con canzoni come Afrika – Ist der Massa gut bei Kassa, Fata Morgana, An der Copacabana, Tanz Tanz Tanz e Heiße Nächte (in Palermo).

## Formazione
Attuale
- Thomas Spitzer - chitarra (dal 1977)
- Klaus Eberhartinger - voce (dal 1981)
- Kurt Keinrath - tastiere, chitarra (dal 1994)
- Franz Kreimer - tastiere, sax, fisarmonica (dal 2001)
- Alvis Raid (dal 2015)
- Aaron Thier (dal 2015)

Ex membri
- Eik Breit - basso (1977-1996)
- Nino Holm - tastiere (1977-1998)
- Anders Stenmo - batteria (1977-1998)
- Wilfried Schheutz - voce (1978-1979)
- Walter Hammerl - management (1978-†1981)
- Günter Schönberger - sax (1978-1996)
- Gert Steinbäcker - voce (1979-1983)
- Schiffkowitz - (1979-1986)
- Mario Bottazzi - tastiere, voce (1983-1990)
- Peter Müller - (1983-1994)
- Andy Töfferl - tastiere (1990-2001, †2012)
- David Bronner - tastiere (1994-2004)
- Alex Deutsch - batteria (1998-1999)
- Franz Zettl - tastiere (1998-2001)
- Leo Bei - basso (1996-2014)
- Robert Baumgartner - batteria (1999-2014)
- Reinhard Stranzinger - (2010-2014)

## Discografia
- 1978: 1. Allgemeine Verunsicherung
- 1981: Café Passé
- 1983: Spitalo Fatalo
- 1984: À la Carte
- 1985: Geld oder Leben!
- 1987: Liebe, Tod & Teufel
- 1990: Neppomuk's Rache
- 1991: Watumba!
- 1994: Nie wieder Kunst
- 1997: Im Himmel ist die Hölle los!
- 1998: Himbeerland
- 2000: Austropop in Tot-Weiß-Tot
- 2003: Frauenluder
- 2007: Amore XL
- 2010: Neue Helden braucht das Land
- 2010: Werwolf-Attacke!